# Lufkin (Texas)
Lufkin város az Amerikai Egyesült Államokban, Texas államban, Angelina megye székhelye. Tengerszint feletti magassága 95 méter, területe 89,28606 km².